# Historia de la lógica
La historia de la lógica documenta el desarrollo de la lógica en varias culturas y tradiciones a lo largo de la historia. Aunque muchas culturas han empleado intrincados sistemas de razonamiento, e, incluso, el pensamiento lógico estaba ya implícito en Babilonia en algún sentido, la lógica como análisis explícito de los métodos de razonamiento ha recibido un tratamiento sustancial solo originalmente en tres tradiciones: la Antigua China, la Antigua India y la Antigua Grecia.
Aunque las dataciones exactas son inciertas, particularmente en el caso de la India, es probable que la lógica emergiese en las tres sociedades hacia el siglo IV a. C. El tratamiento formalmente sofisticado de la lógica proviene de la tradición griega, especialmente del Organon aristotélico, cuyos logros serían desarrollados por los lógicos islámicos y, luego, por los lógicos de la Edad Media europea. El descubrimiento de la lógica india entre los especialistas británicos en el siglo XVIII influyó también en la lógica moderna.
La historia de la lógica es producto de la confluencia de cuatro líneas de pensamiento, que aparecen en momentos históricos diferentes: La lógica aristotélica, seguida de los aportes de los megáricos y los estoicos. Siglos después, Ramon Llull y Leibniz estudiaron la posibilidad de un lenguaje único, completo y exacto para razonar. Al comienzo del siglo XIX las investigaciones en los fundamentos del álgebra y la geometría, seguidos por el desarrollo del primer cálculo completo por Frege. Ya en el siglo XX, Bertrand Russell y Whitehead culminaron el proceso de creación de la lógica matemática. A partir de este momento no cesarán de producirse nuevos desarrollos y de nacer escuelas y tendencias. Otra perspectiva interesante sobre cómo abordar el estudio de la historia lógica la ofrece Alberto Moretti y que es sintetizada por Diego Letzen.

## Edad Antigua
La lógica, como un análisis explícito de los métodos de razonamiento, se desarrolló originalmente en tres civilizaciones de la historia antigua: China, India y Grecia, entre el siglo V y el siglo I a. C.

### Mesopotamia
En Mesopotamia, el Manual de diagnóstico médico de Esagil-kin-apli, escrito en el siglo XI a. C., se basó en un conjunto lógico de axiomas y asunciones, entre las que se incluyen la visión moderna de que, a través del examen e inspección de los síntomas de una paciente, es posible determinar el problema del mismo, su etiología y su desarrollo futuro, y las posibilidades de recuperación.
Durante los siglos VII y VIII, los astrónomos babilonios empezaron a utilizar una lógica interna en sus sistemas de predicción planetaria que fue una importante contribución a la lógica y la filosofía de la ciencia. El pensamiento babilónico tuvo una considerable influencia en el pensamiento de la Grecia arcaica.

### Antigua Grecia

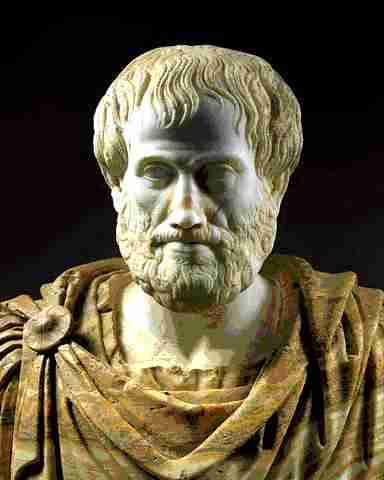
Aristóteles ha sido considerado como el padre de la lógica formal.

En la Antigua Grecia, emergieron dos tradiciones lógicas opuestas. La lógica estoica estaba enraizada en Euclides de Megara, pupilo de Sócrates, y con su concentración en la lógica proposicional es la que quizás esté más próxima a la lógica moderna. Sin embargo, la tradición que sobrevivió a las influencias de culturas posteriores fue la peripatética, que tuvo su origen en el conjunto de obras de Aristóteles conocido como Organon (instrumento), la primera obra griega sistemática sobre lógica. El examen de Aristóteles del silogismo permite interesantes comparaciones con el esquema indio de la inferencia y la menos rígida discusión china.
El filósofo Parménides quien formuló el principio lógico de identidad, donde enuncia "lo que es es y lo que no es no es" y a partir de este principio se deduce el principio de no contradicción, donde "lo que es no puede no ser".  Compite con Aristóteles por el título del "padre de la lógica". Se decía que Heráclito había negado tal al afirmar el fluir constante de las cosas (panta rei). No obstante, Allan Bloom,considera que la primera declaración explícita conocida del principio de no contradicción se da en la La República de Platón donde el personaje Sócrates dice, "es claro que la misma cosa no estará dispuesta al mismo tiempo a hacer o sufrir cosas contrarias con respecto a lo mismo y en relación al mismo objeto". Está claro que Platón y Aristóteles tuvieron bases en los presocráticos eleatas para formular este principio.
Se considera a Aristóteles el fundador de la lógica como propedéutica o herramienta básica para todas las ciencias. Aristóteles fue el primero en formalizar los razonamientos, utilizando letras para representar términos. Esta precisión debe ser tomada en cuenta puesto que la lógica es anterior a Aristóteles en su vertiente de lógica informal, como él mismo reconoce.  También fue el primero en emplear el término «lógica» para referirse al estudio de los argumentos dentro del «lenguaje apofántico» como manifestador de la verdad en la ciencia. Sostuvo que la verdad se manifiesta en el juicio verdadero y el argumento válido en el silogismo: «Silogismo es un argumento en el cual, establecidas ciertas cosas, resulta necesariamente de ellas, por ser lo que son, otra cosa diferente». Se refirió en varios escritos de su Órganon a cuestiones tales como concepto, proposición, definición, prueba y falacia. En su principal obra lógica, los Primeros analíticos, desarrolló el silogismo, un sistema lógico de estructura rígida. Aristóteles también formalizó el cuadro de oposición de los juicios y categorizó las formas válidas del silogismo. Además, Aristóteles reconoció y estudió los argumentos inductivos, base de lo que constituye la ciencia experimental, cuya lógica está estrechamente ligada al método científico. La influencia de los logros de Aristóteles fue tan grande que en el siglo XVIII Immanuel Kant llegó a decir que Aristóteles había prácticamente completado la ciencia de la lógica.
En Europa, Aristóteles fue el primero en desarrollar la lógica. La lógica aristotélica fue ampliamente aceptada en ciencias y matemáticas y permaneció en uso amplio en Occidente hasta principios del siglo XIX. El sistema de lógica de Aristóteles fue responsable de la introducción del silogismo hipotético, de la lógica modal temporal, de la lógica inductiva, así como de términos influyentes tales como términos, predicables, silogismos y proposiciones. En Europa durante el último período de la época medieval, se hicieron grandes esfuerzos para demostrar que las ideas de Aristóteles eran compatibles con la fe cristiana. Durante la Alta Edad Media, la lógica se convirtió en el foco principal de los filósofos, que participarían en análisis lógicos críticos de los argumentos filosóficos, a menudo utilizando variaciones de la metodología del escolasticismo. En 1323, William de Ockham influyente Summa Logicae fue publicado. En el siglo XVIII, el enfoque estructurado de los argumentos había degenerado y había caído en desgracia, como se muestra en el juego satírico de Holberg Erasmus Montanus.
Los filósofos estoicos introdujeron el silogismo hipotético y anunciaron la lógica proposicional, pero no tuvo mucho desarrollo. El término «lógica» se encuentra en los antiguos peripatéticos y estoicos como una teoría de la argumentación o argumento cerrado. De este modo la forma argumentativa responde al principio de conocimiento que supone que representa adecuadamente la realidad. Por ello, sin perder su condición de formalidad, no son formalistas y no se acaban de desprender de las estructuras propias del lenguaje. Por otro lado, la lógica informal fue cultivada por la retórica, la oratoria y la filosofía, entre otras ramas del conocimiento. Estos estudios se centraron principalmente en la identificación de falacias y paradojas, así como en la construcción correcta de los discursos.
En el periodo romano la lógica tuvo poco desarrollo, más bien se hicieron sumarios y comentarios a las obras recibidas, siendo los más notables: Cicerón, Porfirio y Boecio. En el período bizantino, Filopón.
Hasta el siglo XIX, la lógica aristotélica y estóica mantuvo siempre una relación con los argumentos formulados en lenguaje natural. Por eso aunque eran formales, no eran formalistas. Hoy esa relación se trata bajo un punto de vista completamente diferente. La formalización estricta ha mostrado las limitaciones de la lógica tradicional o aristotélica, que hoy se interpreta como una parte pequeña de la lógica de clases.
A través del latín en Europa occidental y de distintas lenguas orientales como el árabe, armenio y georgiano, la tradición aristotélica fue considerada de forma especial para la codificación de las leyes del razonamiento. Solo a partir del siglo XIX cambió este enfoque.

### Antigua India
Dos de las seis escuelas indias de pensamiento están relacionadas con la lógica: Nyāya y Vaisheshika. Los Nyaya Sutras de Aksapada Gautama constituyen el núcleo de textos de la escuela Nyaya, una de las seis escuelas ortodoxas de filosofía hindú. Esta escuela realista trabajó con un rígido esquema de inferencia de cinco miembros que engloba una premisa inicial, una razón, un ejemplo, una aplicación y una conclusión. La filosofía budista idealista se convirtió en la principal oponente de los Naiyayikas. Nāgārjuna, el fundador del camino intermedio Madhyamika, desarrolló un análisis conocido como "catuskoti" o tetralemma. Esta argumentación de cuatro aspectos examinó y rechazó sistemáticamente la afirmación de una proposición, su negación, la afirmación conjunta y negación, y finalmente, el rechazo de su afirmación y negación. Pero fue con Dignāga y su sucesor Dharmakirti con quienes la lógica budista alcanzó su mayor altura. Su análisis, centrado en la definición de la implicación necesariamente lógica, "vyapti", conocida también como concomitancia o penetración invariable. A este fin, fue desarrollada una doctrina conocida como "apoha" o diferenciación. Comprende lo que se podría llamar la inclusión y exclusión de propiedades definitorias. Las dificultades concernientes a esta empresa, en parte, estimularon a la escuela neoescolástica de Navya-Nyāya, que introdujo un análisis formal de la inferencia en el siglo XVI.
En la India, las innovaciones en la escuela escolástica, llamado Nyaya, continuaron desde la antigüedad hasta principios del siglo XVIII con la escuela Navya-Nyaya. Hacia el siglo XVI se desarrollaron teorías semejantes a la lógica moderna, como "la distinción entre sentido y referencia de nombres propios" de Gottlob Frege y su "definición de número", así como la teoría de "condiciones restrictivas para universales" anticipando algunas de las Desarrollos en la teoría de conjuntos modernos. Desde 1824, la lógica india atrajo la atención de muchos estudiantes occidentales y ha influido en importantes lógicos del siglo XIX como Charles Babbage, Augustus De Morgan y George Boole. En el siglo XX, filósofos occidentales como Stanislaw Schayer y Klaus Glashoff han investigado la lógica india más ampliamente.

### Antigua China
En China, un contemporáneo de Confucio, Mozi, "Maestro Mo", es considerado como el fundador de la escuela Mohista (mohísmo), cuyos principios están relacionados con temas como la inferencia válida y las condiciones de las conclusiones correctas. En particular, una de las escuelas que siguieron al mohísmo, los lógicos, es considerada por varios expertos como la primera que investigó la lógica formal. Desafortunadamente, debido a la rígida normativa legal durante la dinastía Qin, esa línea de investigación desapareció de China hasta la introducción de la filosofía india por parte del budismo. La traducción y la investigación escolar en lógica fue reprimida por la dinastía Qin, acorde con la filosofía legistaDesam. En India, la lógica duró bastante más: se desarrolló (por ejemplo con la nyāya) hasta que en el mundo islámico apareció la escuela de Asharite, la cual suprimió parte del trabajo original en lógica. A pesar de lo anterior, hubo innovaciones escolásticas indias hasta principios del siglo XIX, pero no sobrevivió mucho dentro de la India colonial. El tratamiento sofisticado y formal de la lógica moderna aparentemente proviene de la tradición griega.
El filósofo lógico chino Gong Sunlong (325-250 a. C.) propuso la paradoja "Uno y uno no pueden ser dos, ya que ninguno se convierte en dos." En China, la tradición de la investigación académica en la lógica, sin embargo, fue reprimida por La dinastía Qin siguiendo la filosofía legalista de Han Feizi.

## Edad Media

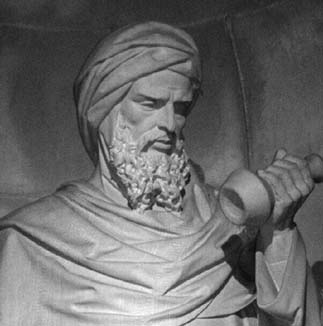
Averroes, uno de los principales pensadores árabes en rescatar la lógica aristotélica y reintroducirla en el mundo Occidental.

En la Alta Edad Media, la lógica mantiene la condición de ciencia propedéutica bajo el nombre de dialéctica. Se continúa estudiando como una de las artes liberales pero sin grandes aportes.
En su evolución hacia la Baja Edad Media son importantes los aportes árabes de Al-Farabi, Avicena y Averroes, pues fueron los árabes quienes reintrodujeron los escritos de Aristóteles en Europa. En la Baja Edad Media su estudio era requisito para entrar en cualquier universidad. Desde mediados del siglo XIII se incluyen en la lógica tres cuerpos separados del texto. En la logica vetus y logica nova es tradicional escritos lógicos, especialmente el Órganon de Aristóteles y los comentarios de Boecio y Porfirio. La parva logicalia se puede considerar como representativa de la lógica medieval.
La evolución crítica que se va desarrollando a partir de los aportes de Abelardo dinamizaron la problemática lógica y epistemológica a partir del siglo XIII (Pedro Hispano, Raimundo Lulio Lambert de Auxerre, Guillermo de Sherwood) que culminaron en toda la problemática del siglo XIV, con Guillermo de Ockham, Jean Buridan, John Wyclif y Pedro de España, Richard Kilvington y Alberto de Sajonia.
Aquí están tratados una cantidad de nuevos problemas en la frontera de la lógica y la semántica que no trataron los pensadores antiguos. De especial relevancia es la problemática respecto a la valoración de los términos del lenguaje en relación con los conceptos universales, así como el estatuto epistemológico y ontológico de éstos y el problema de la individuación.

### Mundo islámico
Durante un tiempo tras la muerte de Mahoma, la ley islámica consideró importante formular estándares para los argumentos, lo que dio lugar a una nueva aproximación a la lógica en Kalam, pero esta aproximación fue más tarde desplazada por ideas tomadas de la filosofía griega y helenística con el auge de los filósofos de la escuela Mu'tazili, que valoraron extraordinariamente el Organon de Aristóteles. Las obras de los filósofos islámicos con influencias helenísticas fueron cruciales para la recepción de la lógica aristótelica en la Europa medieval, junto con los comentarios sobre el Organon elaborados por Averroes. Las obras de al-Farabi, Avicena, al-Ghazali y otros lógicos musulmanes que en ocasiones criticaron y corrigieron la lógica aristotélica e introdujeron sus propias formas de lógica, también desempeñaron un papel central en el subsecuente desarrollo de la lógica europea medieval.
La lógica islámica no solo incluye el estudio de modelos formales de inferencia y su validación, sino también elementos de la filosofía del lenguaje y elementos de epistemología y metafísica. Debido a disputas con gramáticos árabes, los filósofos islámicos estuvieron muy interesados en trabajar en el estudio de las relaciones entre lógica y lenguaje, y dedicaron muchas discusiones a la cuestión del objeto de interés y objetivos de la lógica en relación con el razonamiento y el habla. En el área del análisis lógico-formal, elaboraron la teoría de los términos, proposiciones y silogismos. Consideraron el silogismo como la forma a la que toda argumentación racional podía reducirse, y consideraron la teoría silogística como el punto central de la lógica. Incluso, la poética fue considerada, en ciertos aspectos, como un arte silogístico por muchos de los más importantes lógicos islámicos.
Entre los más importantes desarrollos realizados por los lógicos musulmanes está el de la lógica de Avicena como sustituta de la lógica aristotélica. El sistema lógico de Avicena fue responsable de la introducción del silogismo hipotético, de la lógica modo-temporal, y de la lógica inductiva. Otro importante desarrollo en la filosofía islámica es el de una estricta ciencia de la cita, la isnad o «revisión», y el desarrollo de un método científico de investigación abierta para poner en cuestión determinadas afirmaciones, la ijtihad, que podía aplicarse normalmente a muchos tipos de cuestiones. Desde el siglo XII, a pesar de la sofisticación lógica de al-Ghazali, el auge de la escuela Asharite al final de la Edad Media limitó poco a poco la obra original sobre lógica en el mundo islámico, aunque continuó posteriormente en el siglo XV.

### Europa medieval
Se entiende habitualmente por «lógica medieval» (también conocida como «lógica escolástica») la forma de la lógica aristotélica desarrollada en la Europa medieval en el periodo de c 1200–1600. Esta tarea comenzó tras las traducciones al latín del siglo XII, cuando textos árabes sobre lógica aristotélica y la lógica de Avicena fueron traducidos a la lengua de Roma. Aunque la lógica de Avicena tuvo influencia en los primeros lógicos medievales europeos tales como Alberto Magno, la tradición aristotélica se convirtió en la dominante debido a la importante influencia del averroísmo.
La aplicación de la lógica aristotélica procedía a hacer que el estudiante memorice un largo conjunto de silogismos. La memorización consistía en diagramas, o aprender una oración clave, con la primera letra de cada palabra recordando al alumno los nombres de los silogismos. Cada silogismo tenía un nombre, por ejemplo Modus Ponens tenía la forma de «Si A es verdadero, entonces B es verdadero. A es verdadero, por lo tanto B es verdadero». La mayoría de los estudiantes universitarios de lógica memorizaron los 19 silogismos de Aristóteles de dos sujetos, permitiéndoles conectar correctamente un sujeto y un objeto. Unos pocos genios desarrollaron sistemas con tres sujetos, o describieron una forma de elaborar reglas de tres sujetos.
Un rasgo del desarrollo de la lógica aristotélica se conoce con el nombre de teoría de la suposición, un estudio de la semántica de los términos de la proposición.
Tras la fase inicial de traducciones, la tradición de la lógica medieval fue desarrollada en manuales como el de Petrus Hispanus en el siglo XIII, de identidad desconocida, que fue autor de un manual estándar sobre lógica, el Tractatus, que fue bien conocido en Europa durante varios siglos.
La tradición alcanzó su punto más alto en el siglo XIV, con las obras de Guillermo de Ockham (c. 1287–1347) y Jean Buridan. Grandes obras de esta tradición son Disputaciones metafísicas de Francisco Suárez (1548–1617), y Lógica de Juan Poinsot (1589–1644, conocido como Juan de Santo Tomás). Esta tradición es continuada hasta la actualidad por neoaristotélicos y neotomistas.

## Edad Moderna

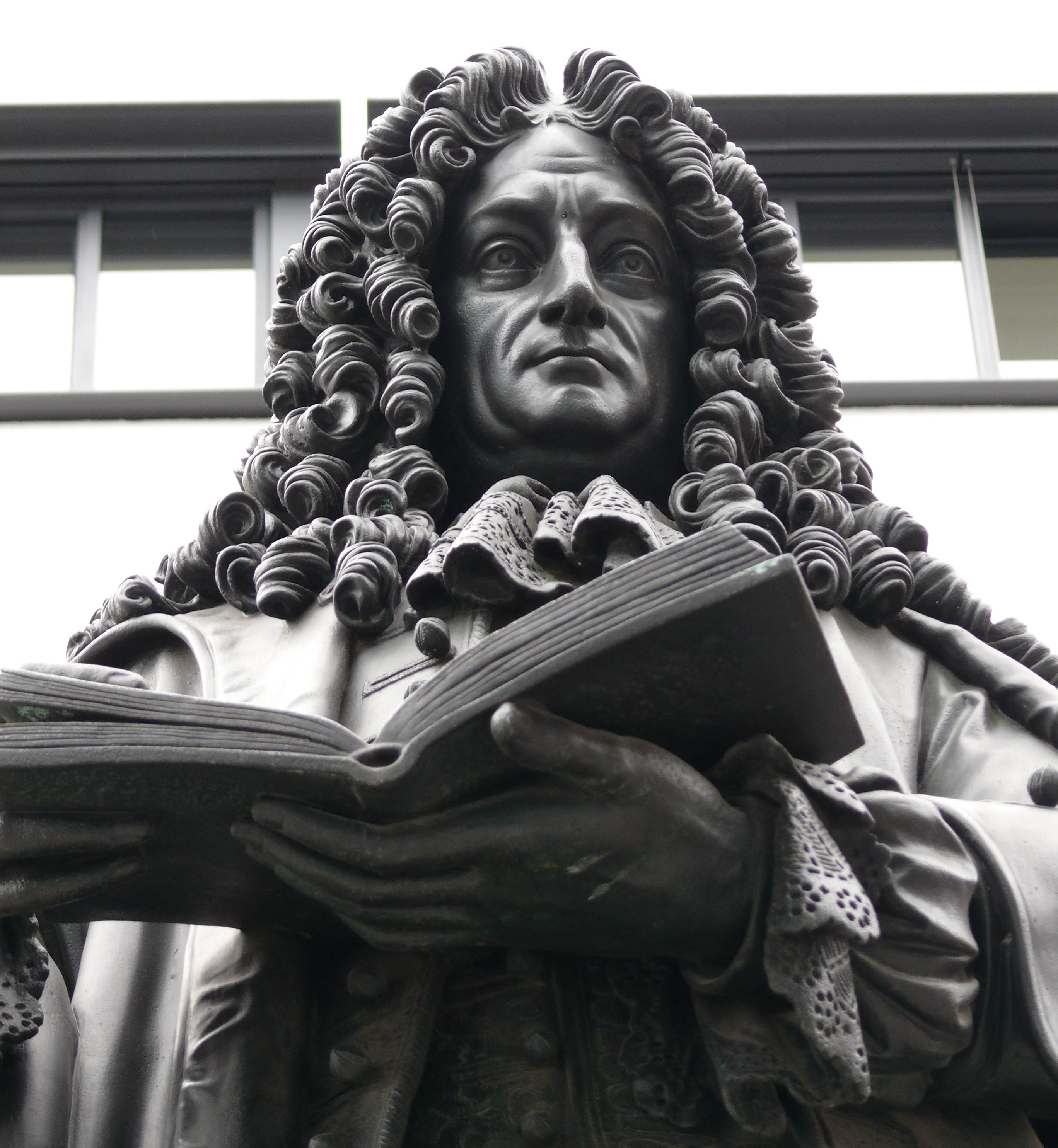
Gottfried Leibniz (1646-1716).

En el siglo XVII, la lógica adquiere un nuevo enfoque en las interpretaciones racionalistas de Port Royal (Antoine Arnauld, Pierre Nicole) pero tampoco supusieron un cambio radical en el concepto de la lógica como ciencia.
Los filósofos racionalistas, al situar el origen de la reflexión filosófica en la conciencia, aportaron, a través del desarrollo del análisis como método científico del pensar, los temas que van a marcar el desarrollo de la lógica formal. Son de especial importancia la idea de Descartes de una Mathesis Universalis y de Leibniz que, con su Characteristica universalis supone la posibilidad de un lenguaje universal, especificado con precisión matemática sobre la base de que la sintaxis de las palabras debería estar en correspondencia con las entidades designadas como individuos o elementos metafísicos, lo que haría posible un cálculo o computación mediante algoritmo en el descubrimiento de la verdad. Aparecen los primeros intentos y realizaciones de máquinas de cálculo (Pascal y Leibniz) y aunque su desarrollo no fue eficaz, sin embargo la idea de una Mathesis Universalis o Characteristica universalis es el antecedente inmediato del desarrollo de la lógica simbólica a partir del siglo XX. Leibniz y Descartes seguían muy de cerca la escuela jesuita, sobre todo a Francisco Suárez, quienes a su vez utilizaban la Lógica Mexicana, de Fray Antonio de Rubio, filósofo mexicano (Novohispano). Además se considera que las lógicas modernizantes nunca lograron la precisión de estos estudios. Sander Pierce, Gottlob Frege, Saussure y Wittgenstein siguieron criterios neoescolásticos para formular sus teorías lógicas, más acabadas.
En el siglo XVIII, Kant consideraba que la lógica por ser una ciencia a priori había encontrado su pleno desarrollo prácticamente con la lógica aristotélica, por lo que apenas había sido modificada desde entonces. Pero hace un uso nuevo de la palabra «lógica» como lógica trascendental, en el sentido de investigar los conceptos puros del entendimiento o categorías trascendentales.
La lógica del pensar trascendental acaba situándose en un proceso dialéctico como idealismo subjetivo en Fichte; idealismo objetivo en Schelling y finalmente un idealismo absoluto en Hegel, que considera la lógica dentro del Absoluto como un proceso dialéctico del Espíritu Absoluto que produce sus determinaciones como concepto y su realidad como resultado en el devenir de la Idea del Absoluto como Sujeto cuya verdad se manifiesta en el resultado del movimiento mediante la contradicción en tres momentos sucesivos, tesis-antítesis-síntesis. La epistemología y la ontología van unidas y expuestas en la Filosofía entendida ésta como Sistema Absoluto.

## Edad Contemporánea
Históricamente, Descartes puede que haya sido el primer filósofo en haber tenido la idea de usar el álgebra, especialmente sus técnicas para resolver cantidades desconocidas en las ecuaciones, como vehículo para la exploración científica. La idea de un cálculo de razonamiento fue también cultivada por Gottfried Wilhelm Leibniz. Leibniz fue el primero en formular la noción de un sistema de lógica matemática aplicable de forma generalizada. Sin embargo, los documentos relevantes al respecto no fueron publicados hasta 1901 y muchos de ellos siguen sin estar publicados, y la actual comprensión del poder de los descubrimientos de Leibniz no empezó a desarrollarse hasta los años ochenta.
Gottlob Frege en su Begriffsschrift (1879) extendió la lógica formal más allá de la lógica proposicional para incluir constructores como "todo" y "algunos". Mostró cómo introducir variables y cuantificadores para revelar la estructura lógica de las oraciones, que podría estar ocultas tras su estructura gramatical. Por ejemplo, "Todos los seres humanos son mortales" se convierte en
"Toda cosa x es tal que, si x es un ser humano entonces x es mortal." La peculiar doble notación dimensional de Frege hizo que su obra fuese ignorada durante muchos años.
En un magistral artículo de 1885 leído por Peano, Ernst Schröder y otros, Charles Peirce introdujo el término "Lógica de segundo orden" proporcionando la mayor parte de la moderna notación lógica, incluyendo los símbolos prefijados para la cuantificación universal y existencial. Los lógicos de finales del siglo XIX y de comienzos del XX estuvieron más familiarizados con el sistema lógico de Peirce-Schröder, aunque generalmente se reconoce que Frege es el Padre de la lógica moderna.
En 1889, Giuseppe Peano publicó la primera versión de la axiomatización lógica de la aritmética. Cinco de los nueve axiomas son conocidos como axiomas de Peano. Uno de estos axiomas fue una formalización del principio de la inducción matemática.

### SigloXIX

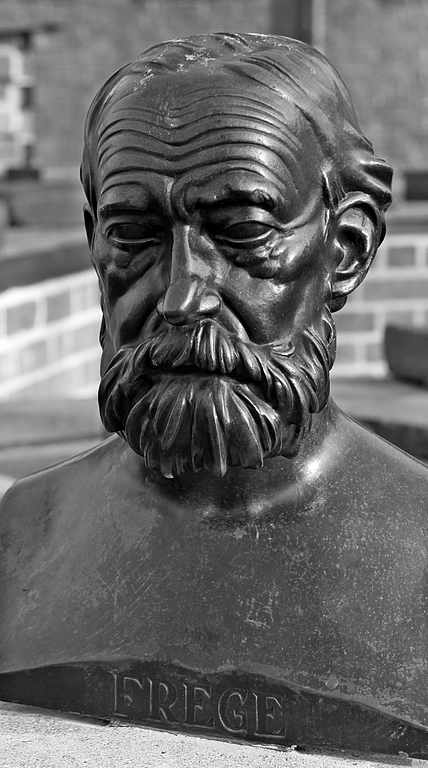
Busto de bronce del matemático, lógico y filósofo alemán Gottlob Frege por Karl Heinz Appelt en Wismar.

A partir de la segunda mitad del siglo XIX, la lógica sería revolucionada profundamente. En 1847, George Boole publicó un breve tratado titulado El análisis matemático de la lógica, y en 1854 otro más importante titulado Las leyes del pensamiento. La idea de Boole fue construir a la lógica como un cálculo en el que los valores de verdad se representan mediante el 0 (falsedad) y el 1 (verdad), y a los que se les aplican operaciones matemáticas como la suma y la multiplicación.
Al mismo tiempo, Augustus De Morgan publica en 1847 su obra Lógica formal, donde introduce las leyes de De Morgan e intenta generalizar la noción de silogismo. Otro importante contribuyente inglés fue John Venn, quien en 1881 publicó su libro Lógica Simbólica, donde introdujo los famosos diagramas de Venn.
Charles Sanders Peirce y Ernst Schröder también hicieron importantes contribuciones.
Sin embargo, la verdadera revolución de la lógica vino de la mano de Gottlob Frege, quien frecuentemente es considerado como el lógico más importante de la historia, junto con Aristóteles. En su trabajo de 1879, la Conceptografía, Frege ofrece por primera vez un sistema completo de lógica de predicados. También desarrolla la idea de un lenguaje formal y define la noción de prueba. Estas ideas constituyeron una base teórica fundamental para el desarrollo de las computadoras y las ciencias de la computación, entre otras cosas. Pese a esto, los contemporáneos de Frege pasaron por alto sus contribuciones, probablemente a causa de la complicada notación que desarrolló el autor. En 1893 y 1903, Frege publica en dos volúmenes Las leyes de la aritmética, donde intenta deducir toda la matemática a partir de la lógica, en lo que se conoce como el proyecto logicista. Su sistema, sin embargo, contenía una contradicción (la paradoja de Russell).

### SigloXX
El siglo XX sería uno de enormes desarrollos en lógica. A partir del siglo XX, la lógica pasó a estudiarse por su interés intrínseco, y no solo por sus virtudes como propedéutica, por lo que estudió a niveles mucho más abstractos.
En 1910, Bertrand Russell y Alfred North Whitehead publican Principia mathematica, un trabajo monumental en el que logran gran parte de la matemática a partir de la lógica, evitando caer en las paradojas en las que cayó Frege. Los autores reconocen el mérito de Frege en el prefacio. En contraste con el trabajo de Frege, Principia mathematica tuvo un éxito rotundo, y llegó a considerarse uno de los trabajos de no ficción más importantes e influyentes de todo el siglo XX. Principia mathematica utiliza una notación inspirada en la de Giuseppe Peano, parte de la cual todavía es muy utilizada hoy en día.
Si bien a la luz de los sistemas contemporáneos la lógica aristotélica puede parecer equivocada e incompleta, Jan Łukasiewicz mostró que, a pesar de sus grandes dificultades, la lógica aristotélica era consistente, si bien había que interpretarse como lógica de clases, lo cual no es pequeña modificación. Por ello la silogística prácticamente no tiene uso actualmente.
Además de la lógica proposicional y la lógica de predicados, el siglo XX vio el desarrollo de muchos otros sistemas lógicos; entre los que destacan las muchas lógicas modales.